# 오구레 이토

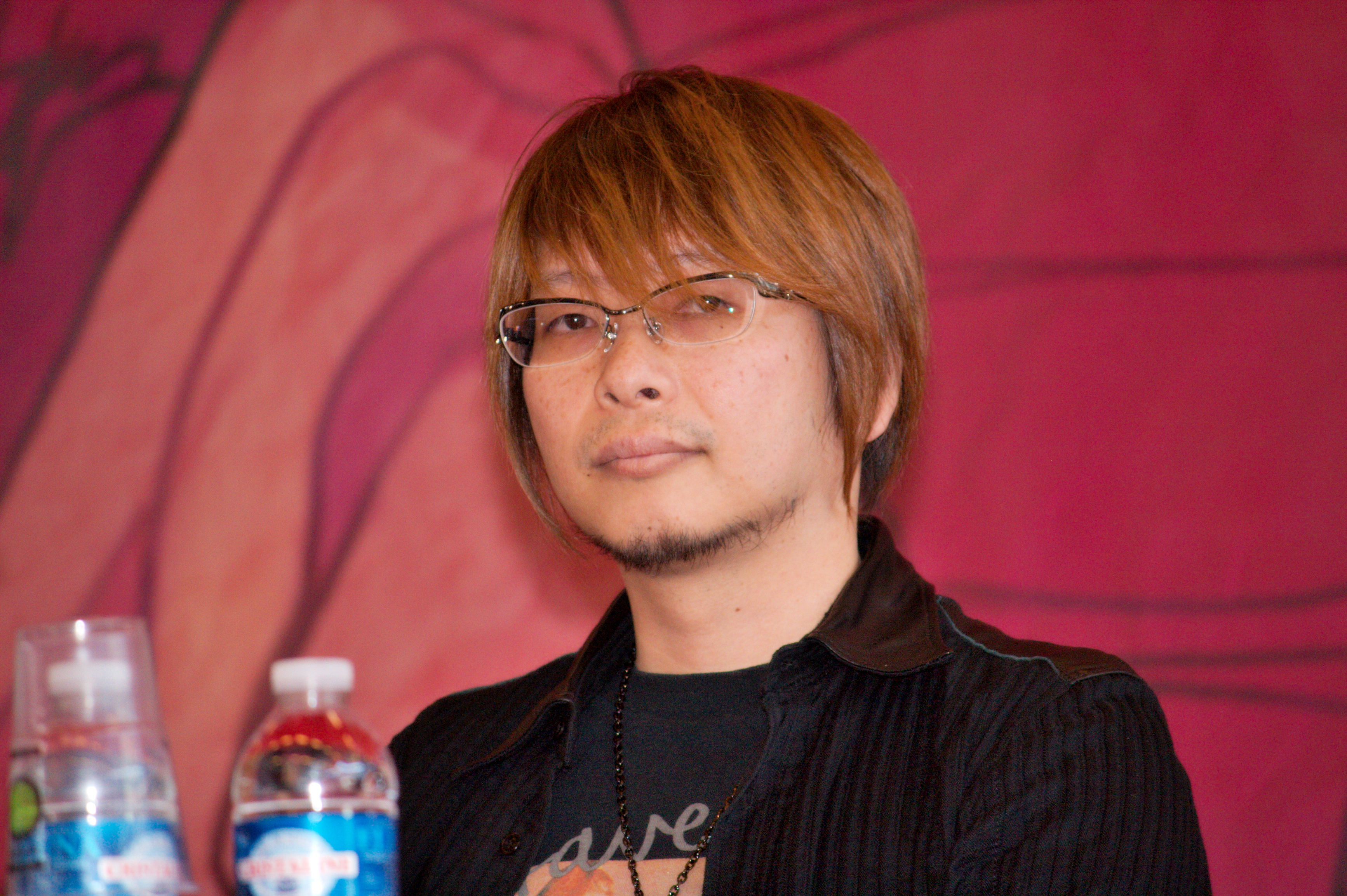

오오구레 이토(일본어: 大暮 維人, 영어 필명: Oh!Great, 1972년 2월 22일 ~ )은 일본의 만화가이다. 미야자키시 휴가시 출신. 고등학생 때 미술부에 들어가 화가를 목적으로 하고 있었지만, 경제적 문제로 대학에 가기 전 23세까지 화재실에서 샐러리맨으로 근무하였다. 2006년, 《에어 기어》로 제30회 고단샤 만화상 소년 부문 수상. 원화, 일러스트 등을 손대고 있다.

## 인용
1. ↑  講談社『マガジンドラゴン』（『週刊少年マガジン』2008年1月11日増刊号）赤松健との対談にて。